# Ibrahima Diallo (homme politique)
Pour les articles homonymes, voir Ibrahima Diallo.
Ibrahima Diallo, surnommé Ibou Diallo ou le « Lion du Pakao », né en 1915 à Sédhiou et mort en 1971 à Dakar, est un homme politique sénégalais.

## Biographie
Il étudie à l'École primaire supérieure Blanchot puis à l'École normale William-Ponty et devient instituteur. 
Membre de la SFIO, il rejoint après la Seconde Guerre mondiale le Bloc démocratique sénégalais et fonde en mars 1949 le Mouvement des forces démocratiques de Casamance.
Il est le premier président de l'Assemblée de la Casamance en 1952, le premier député-maire de Sédhiou, sénateur du Territoire du Sénégal de 1956 à 1959 et sénateur de la Communauté de 1959 à 1961.
Il est nommé secrétaire du Conseil de la République le 3 octobre 1957.
Après l'indépendance, il est ministre de la Santé et des Affaires sociales en 1962 après avoir été ministre délégué auprès du Président de la République en 1961.